# Edward van Dijck
Edouard van Dyck (Herent, 22 de marzo de 1918-Lovaina, 22 de abril de 1977) fue un ciclista belga de los años 1940 y 1950.
Su mayor logro como deportista fue la victoria en la clasificación general de la Vuelta ciclista a España 1947, por delante de Manuel Costa y Delio Rodríguez. En esa misma edición, van Dyck logró dos triunfos de etapa. También consiguió un triunfo de etapa en el Tour de Francia 1948.

## Palmarés
| 1943 - Gran Premio de Valonia 1945 - 1 etapa de la Vuelta a Bélgica 1946 - Halle-Ingooigem - Tour de Limburgo 1947 - Vuelta a España , más 2 etapas | 1948 - 1 etapa del Tour de Francia 1949 - 5 etapas en el Tour de Argelia 1950 - 3 etapas en el Tour de Argelia |

## Resultados en Grandes Vueltas y Campeonato del Mundo
| Carrera         | 1942 | 1943 | 1944 | 1945 | 1946 | 1947 | 1947 | 1948 | 1949 | 1950 | 1951 | 1952 |
| --------------- | ---- | ---- | ---- | ---- | ---- | ---- | ---- | ---- | ---- | ---- | ---- | ---- |
| Giro de Italia  | X    | X    | X    | X    | -    | -    | -    | -    | -    | -    | -    | -    |
| Tour de Francia | X    | X    | X    | X    | X    | -    | -    | 14º  | Ab.  | -    | -    | -    |
| Vuelta a España | -    | X    | X    | -    | -    | -    | 1º   | -    | X    | -    | X    | X    |

-: No participa

Ab.: Abandono

X: Ediciones no celebradas